# Johann Friedrich Immanuel Tafel

Porträt Johann Fridrich Immanuel Tafel von 1848

Johann Friedrich Immanuel Tafel (* 17. Februar 1796 in Sulzbach am Kocher; † 29. August 1863 in Ragaz, Schweiz) war ein evangelischer Theologe.

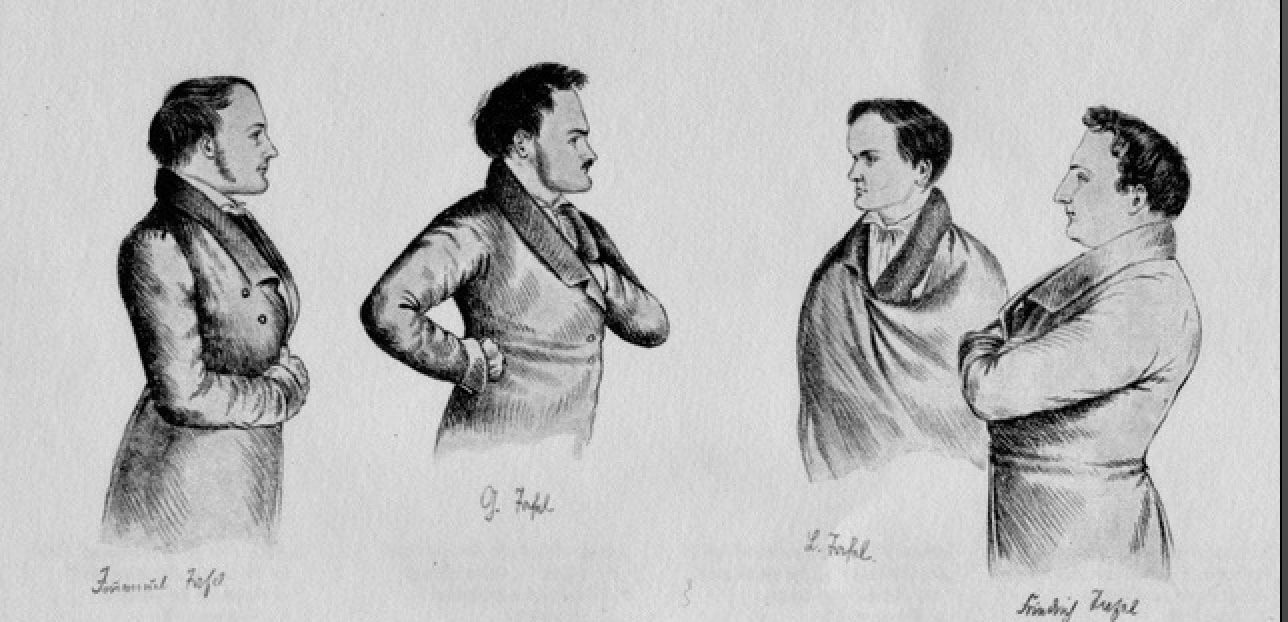
Die 4 Brüder Tafel Johann Friedrich Immanuel Tafel, Johann Friedrich Karl Leonhard Tafel, Johann Friedrich Gottlob Tafel, Christian Friedrich August Tafel

## Leben
Er war der älteste Sohn des württembergischen Pfarrers Johann Friedrich Tafel (1756–1814) und der Justina Christiana Beate Tafel, geb. Horn.
Er hatte drei hochbegabte Brüder: Den späteren Rechtskonsulenten Christian Friedrich August Tafel (1798–1856), genannt der „Schöne“; er war der Vater von Julie Tafel (1842–1936), die Friedrich Bonhoeffer 1863 heiratete, und durch ihren Sohn Karl Ludwig die Großmutter von Dietrich Bonhoeffer wurde; der zweite Bruder war Johann Friedrich Karl Leonhard Tafel, der „Fromme“ (1800–1880), der dritte Johann Friedrich Gottlob Tafel (1801–1874), der „Wilde“, ein Burschenschafter, Kämpfer für die Demokratie und Rechtsanwalt. Dieser wurde dreimal auf dem Hohenasperg inhaftiert. Immanuel Tafel hieß der „Weise“.
Zu seinen Enkelkindern gehörten unter anderem die beiden Malerinnen Bertha Zillessen und Friedel Hoefer.
Tafel, eine „skrupulös-religiöse Persönlichkeit“, war Musterschüler am Stuttgarter Gymnasium, bei seinem Onkel wohnend, der ihn im Handwerklichen ausbildete. Pietistisch geprägt, las er dort die Werke von Jung-Stilling. Ab 1811 ging er in die Schreiberlehre beim Amtsschreiber in Merklingen bei Leonberg. Dort erfolgte seine erste literarische Begegnung mit Gottfried Arnolds Ketzergeschichte sowie den frühen Werken Swedenborgs. 1817 zog er nach Tübingen und studierte dort von 1819 bis 1821 Theologie. Ab 1821 widmete er sich unter anderem der Aufgabe, den größten Teil von Swedenborgs theologischem Œuvre ins Deutsche zu übertragen.
Die Stelle als Bibliothekar 1824 an der Universitätsbibliothek in Tübingen konnte Tafel zur beträchtlichen Erweiterung seines Buchbestandes nutzen. In Professor Robert von Mohl, einem Juraprofessor, der 1836 zum Oberbibliothekar ernannt worden war, hatte er jedoch einen starken Gegner gefunden. 1847 erhielt er den Titel eines Professors der Philosophie, nachdem er schon lange philosophische Vorlesungen an der Universität gehalten hatte.
Die Anhänger Tafels, die sich als Glieder der von Swedenborg fast 100 Jahre zuvor ausgerufenen Neuen Kirche verstanden, konnten sich am 1. Oktober 1848 in Bad Cannstatt nach erlangter Religionsfreiheit zum ersten Mal unbehelligt treffen und sich zu einer „Generalversammlung der Neuen Christlichen Kirche“ konstituieren. Die Aktivitäten, die ein sogenanntes Neues Jerusalem anstrebten, erlahmten jedoch und waren beinahe am Erliegen, als Tafel am 29. August 1863 bei einem Kuraufenthalt in Bad Ragaz (Schweiz) plötzlich starb.
Einen Tag nach Tafels Tod gründete der Reutlinger christliche „Sozialist“ Gustav Werner, ein geheimer Anhänger Swedenborgs und dessen Ethik, eine „Neue Brüdergemeinde“, die sich wohl als diakonische und das Reich Gottes erstrebende neue johanneische Kirche im Sinne Swedenborgs verstand. Tafel stand im Briefkontakt mit Justinus Kerner (1786–1862) und der von ihm betreuten „Seherin von Prevorst“ Friederike Hauffe. Er gilt als der eigentliche Begründer der Swedenborg-Bewegung in Deutschland, der Schweiz, England und den Vereinigten Staaten.

## Werke (Auswahl)
- Zur Geschichte der Neuen Kirche. Tübingen, 1841
- Die Fundamentalphilosophie in genetischer Entwicklung, mit besonderer Rücksicht auf die Geschichte jedes einzelnen Problems. Erster Theil. Tübingen, Verlags-Expedition, 1848 Digitalisat
- Swedenborg und seine Gegner : oder Beleuchtung der Lehren und Berichte Swedenborgs, gegenüber den Entstellungen und Angriffen seiner Gegner. 5 Bände. 1856

Übersetzungen
- Emanuel Swedenborg: Die Wonnen der Weisheit über die eheliche Liebe sowie die Wollüste der Torheit über die buhlerische Liebe. 4. Auflage. Übersetzt von Johann Friedrich Immanuel Tafel, Swedenborg-Verlag, Zürich 1964.
- Emanuel Swedenborg: Über die religiösen Grundlagen des neuen Zeitalters. Durchgesehene Übersetzung von Johann Friedrich Immanuel Tafel, Swedenborg-Verlag, Zürich 1965.
- Emanuel Swedenborg: Von dem neuen Jerusalem und seiner himmlischen Lehre. Durchgesehene Übersetzung von Johann Friedrich Immanuel Tafel, Swedenborg-Verlag, Zürich 1962.
- Emanuel Swedenborg: Gedrängte Erklärung des innern Sinnes der prophetischen Bücher des Alten Testaments und der Psalmen Davids. Übersetzung durch Johann Friedrich Immanuel Tafel, Swedenborg-Verlag, Zürich 1963.
- Emanuel Swedenborg: Die Weisheit der Engel betreffend die göttliche Vorsehung. Übersetzt durch Johann Friedrich Immanuel Tafel, Swedenborg-Verlag, Zürich 1963.

## Einzelnachweis
1. ↑  Werner Raupp, 1998 (Lit.), S. 138.